# Gábor Gyepes
Gábor Gyepes (ur. 26 czerwca 1981 roku w Budapeszcie) – węgierski piłkarz, grający na pozycji obrońcy w Cardiff City F.C., grającym w Football League Championship.

## Kariera klubowa

### Ferencvárosi TC
Gyepes jest wychowankiem Ferencvárosi TC. W drużynie juniorów grał na różnych pozycjach; w ostatnim roku gry w drużynie juniorów strzelił 20 goli w 16 meczach. W drużynie seniorów zadebiutował w roku 1999. Później stał się zawodnikiem regularnie występującym w pierwszym składzie. Grał również w eliminacjach Ligi Mistrzów oraz w Pucharze UEFA.

### Wolverhampton Wanderers
W lipcu 2005 roku Gyepes został wypożyczony do Wolverhampton Wanderers po tym, jak dobrze spisał się podczas tygodniowego okresu próbnego. W Wolverhampton zadebiutował 23 sierpnia, w wygranym 5:1 meczu Pucharu Ligi z Chester City.
Gyepes stał się regularnym zawodnikiem podstawowego składu nowego klubu, tworząc parę stoperów wraz z Joleonem Lescottem. W grudniu 2005 Wolverhampton wykupił Węgra z Ferencvárosu za czterysta tysięcy funtów i podpisał z nim dwuipółletni kontrakt (na skutek tego The Football Association zarzuciła w 2007 roku agentowi Gyepesa niewłaściwe praktyki). 25 marca 2006 roku, podczas przegranego 1:3 meczu z Sheffield Wednesday, Gyepes zerwał więzadła krzyżowe, wskutek czego przeszedł operację; kontuzja ta wyeliminowała go z całego następnego sezonu. W kwietniu 2007 roku Wolverhampton zerwał z Węgrem kontrakt za porozumieniem stron, wskutek czego Gyepes mógł kontynuować rehabilitację w ojczyźnie.

### Northampton Town
Po odzyskaniu pełnej sprawności Gyepes wrócił do Anglii, i w styczniu 2008 roku podpisał roczny kontrakt z Northampton Town; menedżerem Northampton był wtedy Stuart Gray, z którym Gyepes pracował wcześniej w Wolverhampton. W Northampton Gyepes zadebiutował 12 lutego, kiedy to jego klub przegrał z Yeovil Town 0:1. W kwietniu Gyepes podpisał z klubem nowy kontrakt ważny do końca sezonu 2008/09, na mocy którego między innymi otrzymał pozwolenie na dyskusję z dowolnym klubem o transferze do niego pod warunkiem, że Northampton otrzyma odpowiednią sumę pieniędzy.

### Cardiff City
Klauzulę tę wykorzystał Cardiff City. Klub ten w sierpniu 2008 roku za około dwieście tysięcy funtów zatrudnił Gyepesa; Węgier miał być następcą Glenna Loovensa, który odszedł do Celtiku Glasgow. W barwach nowego klubu Gyepes zadebiutował 25 października. Początkowo był tylko rezerwowym, ale pod koniec listopada został podstawowym zawodnikiem Cardiff City. W pierwszym tygodniu grudnia węgierski obrońca został wybrany do "jedenastki tygodnia". Po rozegraniu 21 meczów Gyepes podpisał z klubem nowy, trzyletni kontrakt.
Jednakże przed sezonem 2009/10 klub zatrudnił między innymi Marka Hudsona i Anthony'ego Gerrarda, wskutek czego Gyepes ponownie został rezerwowym. W ciągu pierwszych trzech miesięcy sezonu grał jedynie w meczach Pucharu Ligi, a ligowy debiut w nowym sezonie zaliczył 21 listopada, kiedy to Cardiff uległo Barnsley F.C. 0:1.

## Kariera międzynarodowa
W reprezentacji Węgier Gyepes zadebiutował w 2002 roku; w przeciągu kolejnych trzech lat rozegrał w niej 22 mecze. W maju 2009 roku, po dobrych występach w barwach Cardiff, Gyepes po czteroletniej przerwie spowodowanej między innymi kontuzją, ponownie zagrał w reprezentacji.
W reprezentacji rozegrał 26 meczów i strzelił jednego gola (13 lutego 2002 roku w przegranym 1:2 meczu ze Szwajcarią).

## Życie prywatne
12 lipca 2008 roku Gyepes ożenił się z łyżwiarką figurową, Diáną Póth.